# Лагадха
Лагадха — древнеиндийский астроном и астролог. Автор трактата «Джьотиша-веданга», датируемого с большим разбросом, с 1400 по 400 гг. до н.э.. Эта работа представляет собой руководство по определению времени для исполнения ведийских жертвоприношений. Это первая работа по математической астрономии в Индии. Влияние календаря Лагадхи на ортодоксальных брахманов длилось более двух тысячелетий. Одним из важнейших нововведений, сделанных Лагадхой, было использование титхи (1/30 синодического месяца) как стандартной единицы времени. Лагадха также ввёл водяные часы и гномон.